# Кустылкин, Степан Мамонтович
Степа́н Ма́монтович Кусты́лкин (1911, ст. Гучково, ныне г. Дедовск, Истринского района Московской области — 1940, Ленинград) — советский футболист, левый крайний нападающий.

## Спортивная карьера
Начинал играть в команде московского института физкультуры («Инфизкульт» (ГЦОЛИФК), в 1936 году был приглашён в московский «Спартак».
Свой первый матч за «Спартак» провёл 5 сентября 1936, а первый мяч забил уже 21 сентября 1936 в товарищеском матче против турецкой команды. Также он был автором голевой передачи на Владимира Степанова, забившего первый мяч.
В осеннем розыгрыше первенства СССР 1936 года стал чемпионом. Выходил на поле в основном составе в четырёх матчах (из семи), забил один мяч.
24 мая 1937 года состоялся первый гол в официальном матче: во встрече 1/64 Кубка СССР против «Судостроителя» из Сормова Степан Кустылкин забил два мяча. (Хотя по разным данным, имеются в виду печатные издания того времени, в матче «Динамо» (Ленинград) — «Спартак» (Москва), состоявшийся 30 сентября 1936 и закончившийся победой спартаковцев со счетом 3:0, первый мяч забил Кустылкин (некоторые издания пишут Пётр Никифоров).
Был в составе московского «Спартака» до 1939 года. Также в это же время играл в хоккей с мячом.

## Финская кампания
Ушёл добровольцем на фронт на финскую кампанию. Был ранен. Умер от ран в госпитале в Ленинграде 18 апреля 1940 года. Похоронен на Большеохтинском кладбище Санкт-Петербурга.

## Семья
У него остались трое сыновей:
- Евгений (1935—2021) — военный лётчик.
- Виктор (1937-2021) — танкист.
- Игорь (1939-1993) — токарь высшей квалификации, работал на Тушинском машиностроительном заводе.

Правнучка Степана Мамонтовича, Анастасия, играет в женской Fashion лиге в команде Джон Голт. Стала чемпионкой второй лиги в составе команды.

## Достижения
- Чемпион СССР: 1936 (осень), 1938
- Обладатель Кубка СССР: 1938